# 65-й ракетно-артилерійський арсенал (Україна)
65-й ракетно-артилерійський арсенал (в/ч А1352) — база зберігання боєприпасів Збройних сил України у Харківській області.

## Історія
Станом на 2017 рік, за даними військового прокурора України Анатолія Матіоса, на базі зберігалося 138 тис. тонн боєприпасів, загальна площа бази становила 368 гектарів.
З 3 березня по 8 вересня 2022 року перебувало під контролем окупаційних військ ЗС РФ.

### Пожежа 2017 року
23 березня 2017 року, о 2:46 ночі на складах боєприпасів сталася серія вибухів і зайнялася пожежа. Пожежа почалася від кількох вибухів на майданчиках зберігання 125 мм танкових та 152 мм артилерійських боєприпасів. Військовий прокурор України Анатолій Матіос кваліфікував подію як диверсію. За словами радника Президента України Юрія Бірюкова, на той час на складах було менш як 125 тис. тонн боєприпасів.
Голова СБУ Василь Грицак повідомив, що є свідчення очевидців про застосування літальних засобів для атаки арсеналу. Дмитро Муравський також припустив, що займання на базі могло бути спричинене безпілотниками супротивника.

## Керівництво
на 2014 рік — полковник Скляр Володимир Васильович